# Prosinec 2012
1. prosince – sobota
 První letadlová loď na světě používající jaderný pohon USS Enterprise (CVN-65) byla po 51 letech provozu slavnostně odstavena z aktivní služby amerického námořnictva.
 Český snímek Alois Nebel získal na Maltě cenu za nejlepší evropský animovaný film roku.
2. prosince – neděle
 Na hlavním dálničním tahu mezi Moskvou a Petrohradem se vytvořila obrovská stojící kolona vozidel o délce až 200 kilometrů. V důsledku silného sněžení tak někteří řidiči čekají ve svých vozidlech již 3 dny na vyproštění.
3. prosince – pondělí
 Generální tajemník OSN Pan Ki-mun nazval izraelský plán výstavby 3000 bytových jednotek ve Východním Jeruzalému „osudnou ranou“ pro naděje na mír. Plán byl vyhlášen den poté, kdy Valné shromáždění OSN formálně odsouhlasilo změnu statutu palestinských území z přidružené entity na nečlenský pozorovatelský stát.
5. prosince – středa
 Ve věku 104 let zemřel brazilský architekt Oscar Niemeyer, autor konceptu města Brasília.
 Ve věku 91 let zemřel americký jazzový klavírista Dave Brubeck.
 Izraelský premiér Benjamin Netanjahu přiletěl na krátkou návštěvu Prahy, aby tu vyjádřil vděk za český postoj při posledním hlasování v OSN k uznání Palestiny jako nečlenské pozorovatelské země.
6. prosince – čtvrtek
 Tajfun Bopha, který v úterý zasáhl jih Filipín, si vyžádal nejméně 620 obětí, přes 1600 raněných a dalších 800 lidí se pohřešuje. Nejvíce byl přitom postižen ostrov Mindanao, jehož některé oblasti jsou totálně zničené.
7. prosince – pátek
 Delegáti ze dvou stovek států se na mezinárodní konferenci OSN o změnách klimatu pořádané v katarské metropoli Dauhá nedokázali shodnout na jednotném stanovisku v otázce, jak čelit možné budoucí ekologické katastrofě.
9. prosince – neděle
 Norman Joseph Woodland, spoluvynálezce čárového kódu, zemřel ve svém domě v Edgewateru v New Jersey ve Spojených státech. Bylo mu 91 let.
 Na Letišti Václava Havla v Praze byla odhalena tapiserie k poctě prvního českého prezidenta Václava Havla, vytvořená podle návrhu výtvarníka Petra Síse ve Francii.
10. prosince – pondělí
 Slovenský prezident Ivan Gašparovič se v rámci své návštěvy České republiky setkal s Václavem Klausem, přičemž oba politici ocenili nadstandardní vztahy obou zemí i to, že 20 let po rozdělení Československa nemají obě země problematická místa a nevyřešené problémy.
11. prosince – úterý
 V africké republice Mali vypukl vojenský puč. Premiér Cheick Modibo Diarra byl zajat vzbouřenými vojáky a poté oficiálně oznámil, že odstupuje z funkce.
 Ve věku 92 let zemřel indický hudebník a hráč na sitár Ravi Shankar.
 Ve věku 86 let zemřela ruská operní pěvkyně Galina Višněvská, která během své kariéry vystupovala na všech nejvýznamnějších světových pódiích.
 Zpěvák a jeden ze zakladatelů skupiny Support Lesbiens Kryštof Michal oznámil konec existence skupiny.
12. prosince – středa
 Novou ministryní obrany České republiky se stala vicepremiérka Karolína Peake, ministrem dopravy Zbyněk Stanjura a ministrem bez portfeje Petr Mlsna, který Peake nahradil v čele Legislativní rady vlády.
 David Koller, Robert Kodym, Michal Dvořák a P.B.CH. oznámili návrat skupiny Lucie na českou hudební scénu. Skupina se chce na začátku svého comebacku věnovat především vystoupením pro charity.
 Severní Korea vypustila raketu dlouhého doletu Unha-3, která vynesla na oběžnou dráhu kolem Země satelit. KLDR tím porušila rezoluci 1874 Rady bezpečnosti OSN, která na své mimořádně svolané schůzi tento čin odsoudila hlasem většiny svých členů.
13. prosince – čtvrtek
Na české Wikipedii vznikl 250 000. článek. Byla uzavřena soutěž Kdy padne 250 000. článek a změnilo se logo české Wikipedie.
 Nejvyšší správní soud České republiky vyhověl stížnosti Jany Bobošíkové a nařídil Ministerstvu vnitra zaregistrovat ji jako kandidátku na prezidenta. Naopak stížnosti Tomia Okamury a Vladimíra Dlouhého soud zamítl. Česká republika má nyní 9 oficiálně registrovaných kandidátů na prezidenta.
14. prosince – pátek
 Řádění střelce na základní škole v Newtownu v americkém státě Connecticut si vyžádalo 26 obětí, z toho 20 dětí ve věku od 5 do 10 let. Střelec, jehož matka učila na škole a která se rovněž stala jednou z obětí, po činu spáchal sebevraždu.
16. prosince – neděle
 Ve věku 95 let zemřela česká spisovatelka a scenáristka Fan Vavřincová, která je podepsána pod seriálem Taková normální rodinka či filmy Eva tropí hlouposti a Hotel Modrá hvězda.
17. prosince – pondělí
 Bilance tajfunu Bopha, který zasáhl Filipíny 4. prosince výrazně narůstá. Je hlášeno již 1020 obětí, přes 1600 raněných a dalších 850 lidí se pohřešuje. Nezvěstní jsou především rybáři, kteří vypluli lovit ke Spratleovým ostrovům a tajfun je zastihl cestou.
18. prosince – úterý
 Syrští rebelové si připsali další úspěchy v boji s režimem prezidenta Bašára al-Asada. Ovládli město Halfaja ve střední části Sýrie a zaútočili na armádní základnu na jihu země u města Dar'á, kde se zmocnili většího množství tanků. Bojují také o dva palestinské tábory na okrajích Damašku.
19. prosince – středa
 Poslanecká sněmovna ČR odsouhlasila návrh státního rozpočtu na rok 2013 předložený Miroslavem Kalouskem. Pro rozpočet, který počítá se schodkem ve výši 100 miliard korun a zvyšuje hodnotu DPH o jeden procentní bod hlasovalo 100 poslanců ze 188 přítomných.
Prezidentkou Jižní Koreje byla zvolena politička Pak Kun-hje a stala se tak historicky první ženou v čele tohoto státu.
 Z kazašského kosmodromu Bajkonur odstartovala ruská vesmírná loď Sojuz TMA-07M na let k Mezinárodní vesmírné stanici (ISS). Posádku tvoří ruský kosmonaut Roman Romaněnko, americký astronaut Thomas Marshburn a Kanaďan Christopher Hadfield, kteří na stanici stráví následujících pět měsíců.
20. prosince – čtvrtek
 Premiér České republiky Petr Nečas navrhl prezidentu Václavu Klausovi odvolání ministryně obrany Karolíny Peake a prezident mu vyhověl. Peake byla ministryní obrany pouze 8 dní, což je historicky nejkratší funkční období ministra české vlády.
21. prosince – pátek
Podle různých teorií měl nastat v pátek 21. prosince 2012 konec světa. K žádné celosvětové katastrofě v tento den však nedošlo.
 Armáda Jižního Súdánu sestřelila ve státu Jonglei vrtulník Organizace spojených národů, který zde byl na průzkumném letu v rámci mírové mise, kterou zde OSN vede. Zemřeli čtyři Rusové. Armáda ji prý považovala za súdánské letadlo, které zásobuje rebely. Generální tajemník OSN Pan Ki-mun útok tvrdě odsoudil.
Mayové slaví začátek nového, čtrnáctého baktunu, tedy éry, která trvá přibližně 394,26 roku. Zároveň s tím také skončil cyklus mayského kalendáře, který trval přibližně dokonce 5125 let.
22. prosince – sobota
 Před osmou hodinou ranní opustil věznici v Rapoticích bývalý řidič Roman Smetana.
 V 17 ze 27 egyptských guvernorátů se hlasuje o přijetí nové ústavy, jejíž návrh předložil prezident Muhammad Mursí a jeho Muslimské bratrstvo.
 V noci z pátku na sobotu zemřela ve věku 93 let česká spisovatelka Květa Legátová, známá především souborem povídek Želary.
23. prosince – neděle
 Kazašský prezident Nursultan Nazarbajev rozhodl o návratu písma od azbuky k latince. K tomuto přechodu by mělo dojít do roku 2025.
24. prosince – pondělí
 Německo a Rakousko prožívají nejteplejší Vánoce za poslední desítky let. V Mnichově meteorologové naměřili 20,7 stupně Celsia, ve Freiburgu 18,5 °C. V rakouském Brandu, nedaleko od lichtenštejnské metropole Vaduzu, naměřili odpoledne meteorologové 18,2 °C. V důsledku těchto teplot byl na řadě míst na řece Rýn vyhlášen krizový stav a jsou podnikána protipovodňová opatření.
 Ve věku 89 let zemřela spisovatelka a scenáristka Jindřiška Smetanová.
25. prosince – úterý
 V guatemalském městě Tikal turisté vážně poškodili památky Mayů při oslavách konce mayského kalendáře.
 Na jihu Kazachstánu se zřítilo vojenské letadlo Antonov-72 se 27 pasažéry. Nehodu pravděpodobně nikdo nepřežil. Na palubě byly kromě posádky také vojáci pohraniční stráže, včetně jejího velitele Turganbeka Stambekova a jeho zástupců.
 V egyptském celostátním referendu byl přijat návrh nové kontroverzní islamistické ústavy. Pro hlasovalo 63,8 % voličů, celkově se ale referenda zúčastnilo pouze 32,9 % oprávněných voličů.
26. prosince – středa
 Čína oficiálně otevřela nejdelší trasu rychlovlaku, která vede z Pekingu přes Wu-chan do Kantonu a měří 2298 kilometrů. Na trase je 35 stanic a souprava na ní polovinu doby jede rychlostí 300 kilometrů za hodinu.
27. prosince – čtvrtek
 V polském městě Stargard zemřeli čtyři lidé na otravu jedovatým methanolem obsaženým v alkoholických nápojích. Někteří zemřeli přímo na místě a další po převozu do nemocnice. Dva lidé zemřeli kvůli methanolu také v polském městě Hnězdno.
 Ve věku 78 let zemřel americký generál Norman Schwarzkopf, velitel koaličních vojsk za války v zálivu.
28. prosince – pátek
 Rusko oficiálně pozvalo šéfa hlavní Syrské opoziční koalice Ahmada Muáze Chatíba na bilaterální jednání o řešení krize v Sýrii.
Ve věku 32 let zemřel v Hradci Králové bývalý fotbalový reprezentant Václav Drobný, v ranních hodinách podlehl zraněním, které utrpěl při nočním bobování ve Špindlerově Mlýně.
29. prosince – sobota
 V Moskvě na letišti Vnukovo havaroval Tupolev Tu-204 letící z Pardubic. Stroj sjel z ranveje, prorazil oplocení letiště a skončil na blízké dálnici. Rozlomil se a začal hořet. Na palubě bylo osm lidí, pět osob zemřelo.
30. prosince – neděle
 V Římě zemřela ve věku 103 let laureátka Nobelovy ceny za fyziologii nebo lékařství a doživotní senátorka italského parlamentu Rita Levi-Montalcini.